# 西藏柳
西藏柳（学名：Salix xizangensis）为杨柳科柳属的植物，是中国的特有植物。分布于中国大陆的西藏等地，生长于海拔4,000米的地区，多生长于高山灌丛中，目前尚未由人工引种栽培。